# Puntbron
Een puntbron, een begrip uit de theorie van trillingen en golven, is een in een punt geconcentreerd gedachte trillingsbron, bijvoorbeeld van geluid, licht, of van watergolven, waarvandaan de energie zich in alle richtingen gelijkelijk uitbreidt.
In werkelijkheid bestaat een puntbron niet, omdat elke fysieke bron een eindige afmeting heeft. Soms kan een fysieke bron echter op voldoende afstand van de bron, met goede benadering als puntbron worden beschouwd.
Een puntbron van geluid kan een klein pijpje zijn, waar geluid over het gehele vlak in fase uittreedt. Een puntbron voor watergolven is een steen die in het water gegooid wordt. Ook voor licht kan men praktische puntbronnen realiseren.
Voor een puntbron van geluid geldt dat het geluid zich bolvormig uitbreidt. Als dit geluid geen obstakels tegenkomt en ook niet door de lucht wordt gedempt, neemt het geluidsniveau met 6 decibel af per verdubbeling van de afstand.
Een voorbeeld van een puntbron is de kleine tweeter van een luidspreker. Ook autobanden gedragen zich als (bewegende) puntbronnen voor het geluid.
Een ster (met uitzondering van de Zon) is voor de waarnemer op Aarde als lichtbron vrijwel een puntbron: de schijnbare diameter is kleiner dan 0,1 boogseconde. 
bioakoestiek · geluid · decibel · dB(A) · geluidsdruk · geluidsintensiteit · geluidssnelheid · geluidsgolf · ultrageluid · laagfrequent geluid · infrageluid · puntbron · lijnbron · gehoordrempel · gehoorschade · geluidshinder · elektroakoestiek